# Schuwalowo (Kaliningrad)
Schuwalowo (russisch Шувалово, deutsch Groß Wischtecken, 1938–1945 Ullrichsdorf (Ostpr.)) ist ein Ort in der russischen Oblast Kaliningrad. Er gehört zur kommunalen Selbstverwaltungseinheit Munizipalkreis Osjorsk im Rajon Osjorsk.

## Geographische Lage
Schuwalowo ist der nördlichste Ort des Rajon Osjorsk. Er liegt an der Regionalstraße 27A-043 (ex R517). Bis zur Rajonstadt Osjorsk (Darkehmen/Angerapp) bzw. bis zur nächsten größeren Stadt Tschernjachowsk (Insterburg) sind es jeweils 17 Kilometer. Der nächste Bahnanschluss besteht dort.

## Geschichte
Groß Wischtecken gehörte seit 1874 als Landgemeinde zum neu gebildeten Amtsbezirk Judtschen im Kreis Gumbinnen. Im Jahr 1910 zählte der Ort 221 Einwohner. Im Jahr 1928 wurde der Gutsbezirk Klein Wischtecken (russisch nach 1945: Olschanskoje, nicht mehr existent) in die Landgemeinde Groß Wischtecken eingegliedert. In dem so erweiterten Ort betrug im Jahr 1933 die Einwohnerzahl 292 und erhöhte sich bis 1939 auf 329. Am 3. Juni 1938 – amtlich bestätigt am 16. Juli 1938 – erhielt Groß Wischtecken aus politisch-ideologischen Gründen den neuen Namen „Ullrichsdorf (Ostpr.)“.
Infolge des Zweiten Weltkrieges kam mit dem gesamten nördlichen Ostpreußen auch das ursprüngliche Groß Wischtecken unter sowjetische Verwaltung. Im Jahr 1950 erhielt der Ort den russischen Namen „Schuwalowo“ und wurde dem Dorfsowjet Krasnopoljanski selski Sowet im Rajon Tschernjachowsk zugeordnet. Später gelangte der Ort in den Sadowski selski Sowet im Rajon Osjorsk. Von 2008 bis 2014 gehörte Schuwalowo zur Landgemeinde Krasnojarskoje selskoje posselenije, von 2015 bis 2020 zum Stadtkreis Osjorsk und seither zum Munizipalkreis Osjorsk.

## Kirche
Bis 1945 war Groß Wischtecken/Ullrichsdorf mit seiner fast ausnahmslos evangelischen Bevölkerung in das Kirchspiel der Kirche Judtschen (1938–1946 Kanthausen, seit 1945: Wessjolowka) eingepfarrt. Es gehörte zum reformierten Kirchenkreis mit Sitz in Königsberg innerhalb der Provinz Ostpreußen der Kirche der Altpreußischen Union. Letzter deutscher Geistlicher war Pfarrer Theodor Schultz.
In der Zeit der Sowjetunion war kirchliches Leben untersagt. Erst in den 1990er Jahren bildeten sich in der Oblast Kaliningrad neue evangelische Gemeinden, deren Schuwalowo nächstgelegene die in der Stadt Tschernjachowsk (Insterburg) ist. Sie gehört zur ebenfalls neugegründeten Propstei Kaliningrad in der Evangelisch-Lutherischen Kirche Europäisches Russland (ELKER).